# Randy Cunningham: Kilencedikes nindzsa
A Randy Cunningham: Kilencedikes nindzsa (eredeti cím: Randy Cunningham: 9th Grade Ninja) 2012-től 2015-ig futott amerikai–brit–ír televíziós flash animációs akciósorozat, amelyet a Jed Elinoff és Scott Thomas alkotott.
Amerikában 2012. augusztus 13. és 2015. július 27. között vetítette a Disney XD. Magyarországon 2014. június 14-én a Disney Channel mutatta be.

## Ismertető
Randy, egy átlagosnak látszó gimnazistafiú, ám ő a nindzsa, aki a gonoszok terveit akadályozza meg. Közben ügyelnie kell arra, hogy ne leplezze le magát. De közben a gonosz is ólálkodik.

## Szereplők
- Randy – Egy tizenöt éves gimnazistafiú, aki igazából a titokzatos nindzsa. Legjobb barátja Howard osztálytársa.
- Howard – Randy dagi barátja. Sok rossz viccel nyaggatja Randyt.
- Dr. Tudós – McFist őrült tudósa.
- McFist – Gonosz, gazdag ember. A nindzsa ellensége, mindenáron el akarja kapni.
- Robomajmok – McFist robottestőrei.

| Szereplő  | Eredeti hang             | Magyar hang      |
| --------- | ------------------------ | ---------------- |
| Randy     | Ben Schwartz             | Markovics Tamás  |
| Howard    | Andrew Caldwell          | Baráth István    |
| Dr./Tudós | Kevin Michael Richardson | Fekete Zoltán    |
| McFist    | John DiMaggio            | Faragó András    |
| Robomajok | John DiMaggio            | Schneider Zoltán |

## Évados áttekintés
| Évad | Évad | Epizódok | Eredeti sugárzás    | Eredeti sugárzás | Magyar sugárzás    | Magyar sugárzás  |
| Évad | Évad | Epizódok | Évadpremier         | Évadfinálé       | Évadpremier        | Évadfinálé       |
| ---- | ---- | -------- | ------------------- | ---------------- | ------------------ | ---------------- |
|      | 1    | 26       | 2012. augusztus 13. | 2014. február 8. | 2014. június 14.   | 2015. július 10. |
|      | 2    | 26       | 2014. július 19.    | 2015. július 27. | 2016. december 21. | TBA              |